# Pat Matzdorf
Pat Matzdorf (Sheboygan (Wisconsin), Estados Unidos, 26 de diciembre de 1949) es un atleta estadounidense retirado especializa en salto de altura, prueba en la que llegó a ser plusmarquista mundial durante dos años con un salto de 2.29 metros.

## Carrera deportiva
El 3 de julio de 1971 en la ciudad de Berkeley, Estados Unidos, saltó por encima de 2.29 metros, superando así en un centímetro el récord que poseía el ruso Valerij Brumel' de 2.28 metros; su marca fue superada dos años después por su compatriota Dwight Stones que saltó por 2.30 metros estableciendo un nuevo récord mundial.